# Data stream mining
Data Stream Mining é o processo de extrair estruturas de conhecimento de registros de dados rápidos e contínuos. Uma data stream é uma sequência ordenada de instâncias que, em muitas aplicações de data stream mining, pode ser lida apenas uma vez ou poucas vezes, usando recursos limitados de computação e armazenamento.
Em muitas aplicações de data stream mining, seu objetivo é prever a classe ou valor das novas instâncias da data stream dado um conhecimento sobre membros de classe e valores anteriores da data stream. As técnicas de machine learning podem ser utilizadas para a previsão de tarefas a partir de exemplos de rotulados de forma automatizada. Muitas vezes, os conceitos do campo da aprendizagem incrementais para lidar com alterações estruturais, aprendizado on-line e demandas em tempo real. Em muitas aplicações, especialmente de operação não estacionárias, uma distribuição subjacente pode ser usada como uma regra para a sua rotulagem, mudando ao longo do tempo. Este problema é conhecido como conceito de deriva.
Exemplos de data streams incluem o computador de tráfego de rede, conversas por telefone, transações em ATM, pesquisas na web e dados de sensor.
Data stream mining pode ser considerada um subcampo de data mining, machine learning, e descoberta de conhecimento.

## Software de data stream mining
- MOA (Online Massivo e Análise): free open-source software específico para a mining data streams com o conceito de deriva. Ele possui diversos algoritmos de aprendizado (classificação, regressão, clustering, detecção de anexos e recommender systems). Também contém um prequential método de avaliação, o EDDM conceito deriva de métodos, um leitor de ARFF real conjuntos de dados, e artificial fluxo de geradores, como o SEA conceitos, STAGGER, girando hiperplano, árvore aleatória e aleatória radius baseado em funções. MOA suporte bi-direcional interação com Wekamachine learning.
- RapidMiner: Software comercial para descoberta de conhecimento, data mining e machine learning também com data stream mining, a aprendizagem de diferentes conceitos e o conceito de acompanhamento à deriva (se utilizado em combinação com o seu data stream mining de plugin (anteriormente:plugin do Conceito Deriva))

## Eventos
- Workshop internacional sobre Onipresente de Mineração de Dados , realizada em conjunto com a International Joint Conference on Artificial Intelligence (IJCAI) , em Pequim, China, agosto, 3 a 5, de 2013.
- Workshop internacional sobre Descoberta de Conhecimento a partir Onipresente Fluxos de Dados realizada em conjunto com a 18ª Conferência Europeia sobre Aprendizado de Máquina (ECML) e a 11ª Conferência Europeia sobre Princípios e Práticas de Descoberta de Conhecimento em Bases de dados (PKDD) , em Varsóvia, Polônia, em setembro de 2007.
- ACM Simpósio de Computação Aplicada a Fluxos de Dados, Acompanhar realizada em conjunto com o de 2007, ACM Simpósio de Computação Aplicada (SAC-2007) em Seul, Coréia, em Março de 2007.
- IEEE International Workshop sobre Mineração de Evolução e de Transmissão de Dados (IWMESD 2006) , a ser realizada em conjunto com a 2006 IEEE Conferência Internacional sobre Mineração de Dados (ICDM-2006) em Hong Kong , em dezembro de 2006.
- Quarta Workshop Internacional de Descoberta de Conhecimento a partir de Fluxos de Dados (IWKDDS) , a ser realizada em conjunto com a 17ª Conferência Europeia sobre Aprendizado de Máquina (ECML) e a 10ª Conferência Europeia sobre Princípios e Práticas de Descoberta de Conhecimento em Bases de dados (PKDD) (ECML/PKDD-2006) em Berlim, Alemanha, em setembro de 2006.

## Livros
- Gama; Gaber, eds. (2007). Learning from Data Streams: Processing Techniques in Sensor Networks. [S.l.: s.n.] ISBN 9783540736783. doi:10.1007/3-540-73679-4
- Ganguly; Gama; Omitaomu; Gaber; Vatsavai, eds. (2008). Knowledge Discovery from Sensor Data. Col: Industrial Innovation. [S.l.: s.n.] ISBN 9781420082326
- Gama, João (2010). Knowledge Discovery from Data Streams. Col: Data Mining and Knowledge Discovery. [S.l.: s.n.] ISBN 9781439826119
- Lughofer, Edwin (2011). Evolving Fuzzy Systems - Methodologies, Advanced Concepts and Applications. Col: Studies in Fuzziness and Soft Computing. 266. [S.l.: s.n.] ISBN 9783642180866. doi:10.1007/978-3-642-18087-3
- Sayed-Mouchaweh; Lughofer, eds. (2012). Learning in Non-Stationary Environments: Methods and Applications. [S.l.: s.n.] ISBN 9781441980199. doi:10.1007/978-1-4419-8020-5